# Christine Nordhagen
Christine Nordhagen (* 26. Juni 1971 in Grande Prairie, Alberta) ist eine ehemalige kanadische Ringerin. Sie war sechsfache Weltmeisterin und Olympiateilnehmerin 2004.

## Werdegang
Die ehemalige Leichtathletin Christine Nordhagen, die seit ihrer Heirat Nordhagen-Vierling heißt, begann erst im Alter von 20 Jahren mit dem Ringen, als an der Universität von Calgary ein Programm zur Ausbildung von Frauen zum Ringen begonnen wurde. Das Frauenringen, bei dem nur im freien Stil gerungen wird, entstand erst in den 1980er Jahren. Die Trainer dieses Programmes waren Mitch Ostberg und Leigh Vierling, der später auch Ehemann von Christine Nordhagen wurde. Bei einer Größe von 1,71 Metern war Christine Nordhagen eine sehr kräftige Ringerin, die immer in den hohen  Gewichtsklassen (bis 68/70 kg, 72 kg bzw. 75 kg Körpergewicht) startete.
Im Jahre 1992 wurde erstmals kanadische Meisterschaften im Frauenringen durchgeführt und Christine Nordhagen gewann gleich ihren ersten kanadischen Meistertitel, dem sie bis zum Jahre 2001 neun weitere hinzufügte.
Die internationale Karriere von ihr begann bei der Weltmeisterschaft 1993 in Larvik/Norwegen. Sie belegte dort in der Klasse bis 70 kg Körpergewicht gleich einen hervorragenden 2. Platz. Im Finale unterlag sie gegen die Vize-Weltmeisterin von 1992 Yayoi Urano aus Japan. Ein Jahr später, 1994, wurde sie in Sofia in der gleichen Gewichtsklasse erstmals Weltmeisterin. Im Finale bezwang sie dabei die Russin Elmira Kurbanowa.
1995 erreichte Christine Nordhagen bei der Weltmeisterschaft in Moskau in der Gewichtsklasse bis 70 kg Körpergewicht hinter Lise Golliot aus Frankreich, Elmira Kurbanowa und Nina Englich aus Deutschland nur den 4. Platz. Diesen kleinen Misserfolg kompensierte sie dadurch, dass sie in den folgenden drei Jahren 1996, 1997 und 1998 jeweils Weltmeisterin wurde. 1996 in der Gewichtsklasse bis 70 kg und nach einer Neueinteilung der Gewichtsklassen ab 1997 in der Gewichtsklasse bis 68 kg Körpergewicht. Sie ließ dabei so hervorragende Konkurrentinnen wie Galina Iwanowa aus Russland, Lise Golliot, Nina Englich, Yayoi Urano, Sandra Bacher aus den Vereinigten Staaten und Stéphanie Groß aus Deutschland hinter sich.
Bei der Weltmeisterschaft 1999 in Bode/Hildursborg, Schweden, rückte Christine Nordhagen in die höchste Gewichtsklasse des Frauenringens (bis 75 kg Körpergewicht) auf und unterlag dort im Halbfinale gegen die Japanerin Kyoko Hamaguchi nach Punkten. Sie konnte dadurch in der Endabrechnung nur mehr den 3. Platz erreichen. In den Jahren 2000 und 2001 zeigte sie aber wieder, dass sie die beste Ringerin der Welt in der schwersten Frauengewichtsklasse ist, denn sie wurde in diesen Jahren in Sofia wiederum Weltmeisterin. Dabei gewann sie 2001 schon ihren sechsten Weltmeistertitel. 2001 besiegte sie dabei u. a. Edita Witkowska aus Polen und 2001 Anita Schätzle aus Deutschland (10:4 techn. Punkte) und Toccara Montgomery aus den Vereinigten Staaten (4:1 techn. Punkte).
Im Jahre 2002 erlitt Christine Nordhagen eine langwierige Verletzung, die es ihr nicht ermöglichte, in den Jahren 2002 und 2003 bei der Weltmeisterschaft zu starten. Erst im Jahre 2004 war es ihr wieder möglich so hart zu trainieren, dass sie an den Olympischen Spielen in Athen, bei denen erstmals Frauenringen auf dem Programm stand, teilnehmen zu können. Ihre tolle Form der Jahre 2000 und 2001 hatte sie aber nicht mehr ganz erreichen können. Sie besiegte im olympischen Turnier von Athen in der Gewichtsklasse bis 72 kg Körpergewicht (die Gewichtsklassen-Einteilung war schon wieder geändert worden) zwar u. a. Toccara Montgomery und Anita Schätzle, erreichte nach einer Niederlage gegen die Chinesin Wang Xu aber nur den 5. Platz.
Nach diesen Olympischen Spielen beendete Christine Nordhagen, die Lehrerin für Mathematik, Sport und Tanzen ist und in Valhalla Centre, Alberta, wohnt, ihre Karriere als aktive Ringerin. Sie ist nunmehr Ringertrainerin an der University of Calgary und außerdem seit 2006 Trainerin der kanadischen Nationalmannschaft der Juniorinnen.
Im September 2006 wurde Christine Nordhagen als erste Frau in die FILA International Wrestling Hall of Fame aufgenommen.

## Internationale Erfolge
(OS = Olympische Spiele, WM = Weltmeisterschaft, KG = Körpergewicht)
- 1993, 2. Platz, WM in Larvik/Norwegen, bis 70 kg KG, hinter Yayoi Urano, Japan u. vor Chen Chiu-Ping, Taiwan, Elisabeth Hansen, Norwegen und Agnia Murawska, Litauen;
- 1994, 1. Platz, WM in Sofia, bis 70 kg KG, vor Elmira Kurbanowa, Russland, Mihiko Miasaki, Japan, Tatjana Kamarnitzkaja, Ukraine u. Nina Englich, Deutschland;
- 1995, 4. Platz, WM in Moskau, bis 70 kg KG, hinter Lise Golliot, Frankreich, Elmira Kurbanowa u. Nina Englich, vor Li Sha-Ling, Taiwan;
- 1996, 1. Platz, Intern. Deutsche Meisterschaft in Hanau, bis 75 kg KG, vor Nina Englich u. Gloria Hoog, bde. Deutschland;
- 1996, 1. Platz, WM in Sofia, bis 70 kg KG, vor Galina Iwanowa, Russland, Lise Golliot, Sandra Bacher, USA u. Nina Englich;
- 1997, 1. Platz, Pan Amerikanische Meisterschaft in San Juan, Puerto Rico, bis 68 kg KG, vor Sandra Bacher u. Xiomara Guevara, Venezuela;
- 1997, 1. Platz, WM in Clermont-Ferrand, bis 68 kg KG, vor Sandra Bacher, Nina Englich, Yayoi Urano u. Nina Strasser, Österreich;
- 1998, 1. Platz, Pan Amerikanische Meisterschaft in Winnipeg, bis 75 kg KG, vor Ana Borregale, Venezuela;
- 1998, 1. Platz, WM in Posen, bis 68 kg KG, vor Stéphanie Groß, Deutschland, Sandra Bacher, Anna Chamowa, Russland u. Evelina Pruszko, Polen;
- 1999, 3. Platz, WM in Bode/Hildursborg, Schweden, bis 75 kg KG, mit Siegen über Marianna Amado, Venezuela, Edita Witkowska, Polen u. Elvira Barriga, Österreich u. einer Niederlage gegen Kyoko Hamaguchi, Japan;
- 2000, 1. Platz, WM in Sofia, bis 75 kg KG, vor Edita Witkowsaka, Kyoko Hamaguchi, Katerina Halova, Tschechien u. Nina Englich;
- 2001, 1. Platz, WM in Sofia, bis 68 kg KG, mit Siegen über Maider Unda Gonzales de Audicana, Spanien, Xiomara Guevara, Anita Schätzle, Deutschland u. Toccara Montgomery, USA:
- 2003, 1. Platz, Großer Preis von Deutschland in Dormagen, bis 72 kg KG;
- 2003, 2. Platz, Welt-Cup in Tokio, bis 72 kg KG, hinter Toccara Montgomery, vor Kyoko Hamaguchi u. Bailing Ma, Volksrepublik China;
- 2004, 8. Platz, FILA-Test-Turnier in Athen, bis 72 kg KG, Siegerin: Kyoko Hamaguchi vor Alexis Kourtelesi, Griechenland;
- 2004, 1. Platz, Olympia-Qualifik.-Turnier in Tunis, bis 72 kg KG, vor Swetlana Sajenko, Ukraine und Güzäl Mänürowa, Russland;
- 2004, 1. Platz, Canada-Cup in Guelph, Ontario, bis 72 kg KG, vor Ohenewa Akuffo, Kanada u. Marianne Gastl, Österreich;
- 2004, 1. Platz, Klippan Ladys Cup, bis 72 kg KG, vor Alena Starodubtsewa, Russland, Catherine Downing, USA u. Annika Oertli, Deutschland;
- 2004, 5. Platz, OS in Athen, bis 72 kg KG, mit Siegen über Katarzyna Jusczak, Polen, Toccara Montgomery u. Anita Schätzle u. einer Niederlage gegen Wang Xu, China;
- 2004, 2. Platz, Welt-Cup in Tokio, bis 67 kg KG, hinter Jelena Perepelkina, Russland, vor Jing Rui Xue, China u. Catherine Downing

## Kanadische Meisterschaften
Christine Nordhagen wurde in den Jahren 1992, 1993, 1994, 1995, 1996, 1997, 1998, 1999, 2001 u. 2001 kanadische Meisterin; im Jahre 2003 belegte sie hinter Ohenewa Akuffo u. Pam Wilson den 3. Platz.